# Софія Георгієва
Софія Христова Георгієва (болг. София Христова Георгиева; нар. 20 вересня 1995) — болгарська борчиня вільного стилю, бронзова призерка Європейських ігор.

## Життєпис
Боротьбою почала займатися з 2011 року. У 2018 році здобула срібну медаль чемпіонату Європи серед молоді.
Виступає за спортивний клуб «Левські» Софія. Тренер — Петар Кассабов (з 2011).

## Спортивні результати на міжнародних змаганнях

### Виступи на Чемпіонатах світу
| Змагання                        | Збірна   | Вагова категорія          | Місце |
| ------------------------------- | -------- | ------------------------- | ----- |
| Чемпіонат світу з боротьби 2015 | Болгарія | жіноча боротьба, до 69 кг | 25    |
| Чемпіонат світу з боротьби 2017 | Болгарія | жіноча боротьба, до 69 кг | 17    |
| Чемпіонат світу з боротьби 2018 | Болгарія | жіноча боротьба, до 65 кг | 13    |
| Чемпіонат світу з боротьби 2019 | Болгарія | жіноча боротьба, до 68 кг | 30    |
| Чемпіонат світу з боротьби 2021 | Болгарія | жіноча боротьба, до 72 кг | 9     |
| Чемпіонат світу з боротьби 2022 | Болгарія | жіноча боротьба, до 68 кг | 7     |

### Виступи на Чемпіонатах Європи
| Змагання                         | Збірна   | Вагова категорія          | Місце |
| -------------------------------- | -------- | ------------------------- | ----- |
| Чемпіонат Європи з боротьби 2017 | Болгарія | жіноча боротьба, до 69 кг | 9     |
| Чемпіонат Європи з боротьби 2018 | Болгарія | жіноча боротьба, до 68 кг | 10    |
| Чемпіонат Європи з боротьби 2019 | Болгарія | жіноча боротьба, до 68 кг | 7     |
| Чемпіонат Європи з боротьби 2020 | Болгарія | жіноча боротьба, до 68 кг | 13    |
| Чемпіонат Європи з боротьби 2021 | Болгарія | жіноча боротьба, до 65 кг | 8     |
| Чемпіонат Європи з боротьби 2022 | Болгарія | жіноча боротьба, до 65 кг | 4     |

### Виступи на Європейських іграх
| Змагання              | Збірна   | Вагова категорія          | Місце  |
| --------------------- | -------- | ------------------------- | ------ |
| Європейські ігри 2019 | Болгарія | жіноча боротьба, до 68 кг | Бронза |

### Виступи на Кубках світу
| Змагання                    | Збірна   | Вагова категорія          | Місце |
| --------------------------- | -------- | ------------------------- | ----- |
| Кубок світу з боротьби 2020 | Болгарія | жіноча боротьба, до 68 кг | 5     |

### Виступи на інших змаганнях
| Змагання                                       | Збірна   | Вагова категорія          | Місце  |
| ---------------------------------------------- | -------- | ------------------------- | ------ |
| Турнір Дана Колова — Николи Петрова 2013       | Болгарія | жіноча боротьба, до 67 кг | Бронза |
| Турнір Дана Колова — Николи Петрова 2014       | Болгарія | жіноча боротьба, до 63 кг | 5      |
| Турнір Дана Колова — Николи Петрова 2015       | Болгарія | жіноча боротьба, до 63 кг | 5      |
| Меморіал Іона Корнеану 2015                    | Болгарія | жіноча боротьба, до 69 кг | 5      |
| Турнір Дана Колова — Николи Петрова 2016       | Болгарія | жіноча боротьба, до 60 кг | Срібло |
| Кубок Європейських націй з боротьби 2016       | Болгарія | команда                   | 6      |
| Турнір Дана Колова — Николи Петрова 2017       | Болгарія | жіноча боротьба, до 69 кг | 9      |
| Відкритий чемпіонат Польщі з боротьби 2017     | Болгарія | жіноча боротьба, до 75 кг | 14     |
| Турнір Дана Колова — Николи Петрова 2018       | Болгарія | жіноча боротьба, до 69 кг | Бронза |
| Турнір Ібрагіма Мустафи 2018                   | Болгарія | жіноча боротьба, до 65 кг | 5      |
| Меморіал Іона Корнеану і Ладислава Сімона 2018 | Болгарія | жіноча боротьба, до 65 кг | Бронза |
| Henri Deglane Challenge 2018                   | Болгарія | команда                   | Срібло |
| Турнір Дана Колова — Николи Петрова 2019       | Болгарія | жіноча боротьба, до 68 кг | 10     |
| Меморіал Іона Корнеану і Ладислава Сімона 2019 | Болгарія | жіноча боротьба, до 68 кг | Золото |
| Чемпіонат Болгарії з боротьби 2020             | Болгарія | жіноча боротьба, до 68 кг | Золото |
| Турнір Маттео Пелліцоне 2021                   | Болгарія | жіноча боротьба, до 68 кг | Бронза |
| Турнір Дана Колова — Николи Петрова 2021       | Болгарія | жіноча боротьба, до 65 кг | Золото |
| Турнір Яшара Догу 2021                         | Болгарія | жіноча боротьба, до 65 кг | Золото |
| Турнір Дана Колова — Николи Петрова 2022       | Болгарія | жіноча боротьба, до 65 кг | Бронза |
| Турнір Яшара Догу 2022                         | Болгарія | жіноча боротьба, до 65 кг | 10     |
| Гран-прі Іспанії з боротьби 2022               | Болгарія | жіноча боротьба, до 68 кг | 7      |
| Меморіал Іона Корнеану і Ладислава Сімона 2022 | Болгарія | жіноча боротьба, до 68 кг | Срібло |

### Виступи на змаганнях молодших вікових груп
| Змагання                                       | Збірна   | Вагова категорія          | Місце  |
| ---------------------------------------------- | -------- | ------------------------- | ------ |
| Чемпіонат Європи з боротьби серед кадетів 2012 | Болгарія | жіноча боротьба, до 60 кг | 14     |
| Чемпіонат світу з боротьби серед юніорів 2013  | Болгарія | жіноча боротьба, до 63 кг | 14     |
| Чемпіонат Європи з боротьби серед юніорів 2014 | Болгарія | жіноча боротьба, до 67 кг | 5      |
| Чемпіонат світу з боротьби серед юніорів 2014  | Болгарія | жіноча боротьба, до 67 кг | 8      |
| Чемпіонат Європи з боротьби серед юніорів 2015 | Болгарія | жіноча боротьба, до 67 кг | 5      |
| Чемпіонат світу з боротьби серед юніорів 2015  | Болгарія | жіноча боротьба, до 67 кг | 8      |
| Чемпіонат Європи з боротьби серед молоді 2015  | Болгарія | жіноча боротьба, до 63 кг | 9      |
| Чемпіонат Європи з боротьби серед молоді 2016  | Болгарія | жіноча боротьба, до 63 кг | 7      |
| Чемпіонат Європи з боротьби серед молоді 2017  | Болгарія | жіноча боротьба, до 69 кг | 10     |
| Чемпіонат світу з боротьби серед молоді 2017   | Болгарія | жіноча боротьба, до 69 кг | 14     |
| Чемпіонат Європи з боротьби серед молоді 2018  | Болгарія | жіноча боротьба, до 65 кг | Срібло |
| Чемпіонат світу з боротьби серед молоді 2018   | Болгарія | жіноча боротьба, до 65 кг | 5      |